# Problème du ver de Moser

La borne supérieure avec le cercle et d'autres cas

Le problème du ver de Moser (parfois appelé problème du ver de terre et de la couverture) est un problème de géométrie non résolu, formulé par Leo Moser en 1966. Ce problème demande le domaine d'aire minimale qui puisse contenir (après rotation et translation) n'importe quelle courbe plane de longueur unité. Certaines versions du problème restreignent le domaine cherché à être convexe.

## Description et exemples
Le problème a été décrit par Martin Gardner de la façon humoristique suivante : « Maman Ver de terre veut recouvrir son rejeton (qui mesure une longueur de une unité) avec une couverture (convexe : elle ne peut présenter de trous ou d'angles dépassant 180°) qu'elle ne peut que déplacer, et elle veut qu'il soit complètement recouvert quelle que soit la forme courbée qu'il ait choisi pour s'endormir. Quelle forme doit-elle donner à sa couverture pour que celle-ci ait la plus petite surface possible ? »[réf. souhaitée], d'où le nom de problème du ver  de terre et de la couverture qui lui est parfois donné.
Un énoncé plus rigoureux (et plus général) peut par exemple  être formulé ainsi : Déterminer la borne inférieure des aires des domaines intérieurs à des courbes de Jordan tels que tout arc rectifiable de longueur unité puisse être déplacé (par translation et rotation) à l'intérieur du domaine.
Ainsi, un disque de rayon 1/2  recouvre toute courbe plane de longueur 1 en plaçant le milieu de la courbe au centre du disque ; il en est de même (bien que cela soit nettement plus difficile à démontrer) du losange formé de deux triangles équilatéraux dont la grande diagonale est de longueur 1. Ces formes ne sont cependant pas optimales, et ne résolvent donc pas le problème.

## Propriétés de la solution
Il n'est pas trivial qu'une solution existe, et ce n'est toujours pas démontré : la borne inférieure des aires pourrait exister, mais ne pas être atteinte. Cependant il existe une solution d'aire minimale parmi les formes convexes ; cela résulte du théorème de sélection de Blaschke (en).
Il n'est pas non plus trivial de montrer qu'une forme donnée est effectivement couvrante (c'est-à-dire qu'elle peut recouvrir n'importe quelle courbe de longueur 1). Gerriets et Poole avaient conjecturé en 1974 qu'une forme est couvrante si elle peut recouvrir n'importe quelle ligne polygonale de longueur 1 formée de trois segments (une condition bien plus facile à vérifier), mais on a démontré en 2007 qu'aucune borne finie du nombre de segments d'une ligne brisée ne suffirait pour un tel test.

## Bornes connues
En 2024, le problème reste ouvert, mais une suite de publications a resserré l'écart entre les bornes inférieures et supérieures connues. En particulier, après des bornes plus faibles données en 1974 par Gerriets et Poole et en 1992 par Norwood, Poole et Laidacker, Norwood et Poole ont construit en 2003 une forme couvrante (non convexe), montrant que la solution au problème de Moser avait une aire au plus égale à 0,260437 ;  en se restreignant aux formes convexes, Wang a obtenu en 2006 une borne supérieure égale à 0,270911861.En 2013, Khandhawit, Pagonakis et Sriswa, utilisant une stratégie de minimax appliquée à des convexes contenant un rectangle, un triangle et un segment, démontrent  une borne inférieure de  0,232239 pour l'aire d'une forme convexe couvrante.
Dans les années 1970, John Wetzel  a conjecturé qu'un secteur circulaire d'angle  30° et de rayon 1 était une forme couvrante d'aire {\displaystyle \pi /12\approx 0.2618}. Deux démonstrations de cette conjecture furent proposées (indépendamment) par Movshovich et Wetzel en 2017 et par Panraksa et Wichiramala en 2021, mais elles n'ont pas encore été confirmées ; si elles l'étaient, cela améliorerait la borne supérieure du cas convexe d'environ 3%.